# Paracis caecilia
Paracis caecilia är en korallart som beskrevs av Manfred Grasshoff 1996. Paracis caecilia ingår i släktet Paracis och familjen Plexauridae. Inga underarter finns listade i Catalogue of Life.